# Mùa giải quần vợt năm 2005 của Rafael Nadal
Mùa giải quần vợt năm 2005 của Rafael Nadal được coi là một trong những mùa giải hay nhất mọi thời đại của một tay vợt thanh thiếu niên. Nadal giành tổng cộng 11 danh hiệu đơn, bao gồm 4 danh hiệu Masters 1000 và một danh hiệu Grand Slam tại Giải quần vợt Pháp Mở rộng trong lần đầu tham dự, giúp anh trở thành tay vợt trẻ đầu tiên kể từ sau Pete Sampras (Giải quần vợt Mỹ Mở rộng 1990) vô địch một giải Grand Slam. Anh kết thúc năm với 79 trận thắng, nhiều nhất so với bất kỳ tay vợt trẻ nào trong lịch sử ATP Tour, và vị trí số 2 trên bảng xếp hạng. Anh cũng được trao giải thưởng Tay vợt tiến bộ của năm ATP.

## Giải quần vợt Úc Mở rộng
Tại Giải quần vợt Úc Mở rộng 2005, Nadal thua ở vòng 4 trước Lleyton Hewitt.

## Mùa giải sân cứng
Nadal lọt vào trận chung kết Miami Masters 2005. Tại đây, mặc dù thắng hai set đầu, anh đã bị Roger Federer lội ngược dòng sau năm set.

## Mùa giải sân đất nện
Nadal đã hoàn toàn thi đấu áp đảo ở mùa giải sân đất nện năm 2005. Anh thắng 24 trận đấu đơn liên tiếp, qua đó phá kỷ lục của Andre Agassi về số trận thắng liên tiếp của một nam tay vợt thanh thiếu niên trong Kỷ nguyên Mở. Nadal vô địch giải Torneo Conde de Godó ở Barcelona và đánh bại á quân Giải quần vợt Pháp Mở rộng 2004 Guillermo Coria trong trận chung kết Monte Carlo Masters 2005 và Rome Masters 2005. Trong trận tứ kết Rome với Radek Štěpánek, Nadal đã thực hiện cú đánh được nhiều người coi là cú đánh hay nhất trong sự nghiệp của anh, một cú đánh no-look, chạy ngang trên lưới. Những chiến thắng này đã đưa anh lên vị trí số 5 thế giới và giúp anh trở thành một trong những ứng cử viên sáng giá nhất cho chức vô địch Pháp Mở rộng ngay trong lần đầu tiên tham dự giải. Vào ngày sinh nhật lần thứ 19, Nadal đánh bại Federer ở vòng bán kết Giải quần vợt Pháp Mở rộng 2005, trở thành một trong bốn tay vợt duy nhất đánh bại được tay vợt số 1 thế giới trong năm đó (cùng với Marat Safin, Richard Gasquet, và David Nalbandian). Hai ngày sau, anh đánh bại Mariano Puerta trong trận chung kết, trở thành tay vợt nam thứ hai sau Mats Wilander vô địch Pháp Mở rộng ngay trong lần đầu tham dự. Anh cũng trở thành nam tay vợt thanh thiếu niên đầu tiên giành một danh hiệu đơn Grand Slam kể từ khi Pete Sampras vô địch Giải quần vợt Mỹ Mở rộng 1990 ở tuổi 19. Chức vô địch Pháp Mở rộng cũng giúp Nadal lên vị trí số 3 thế giới.

## Mùa giải sân cỏ
Ba ngày sau chức vô địch ở Paris, chuỗi 24 trận thắng liên tiếp của Nadal đã kết thúc ở vòng 1 của giải Gerry Weber Open ở Halle, Đức, nơi anh để thua trước tay vợt người Đức Alexander Waske. Anh sau đó thua ở vòng 2 trước tay vợt người Luxembourg Gilles Müller tại giải Wimbledon 2005.

## Mùa giải sân cứng mùa hè
Ngay sau Wimbledon, Nadal thắng 16 trận liên tiếp và vô địch ba giải đấu liên tiếp, giúp anh lên vị trí số 2 thế giới vào ngày 25 tháng 7 năm 2005. Nadal bắt đầu mùa giải sân cứng mùa hè Bắc Mỹ bằng chức vô địch Canada Masters 2005 sau khi đánh bại Agassi trong trận chung kết, nhưng thua ở vòng 1 giải Cincinnati Masters 2005. Nadal được xếp loại hạt giống số 2 tại Giải quần vợt Mỹ Mở rộng 2005, nơi thua ở vòng ba trước tay vợt số 49 thế giới James Blake sau bốn set.
Vào tháng 9, anh đánh bại Coria trong trận chung kết Giải quần vợt Trung Quốc Mở rộng ở Bắc Kinh và cả hai trận đấu Davis Cup của anh trước Ý. Vào tháng 10, anh giành danh hiệu ATP Masters Series thứ tư trong năm, đánh bại Ivan Ljubičić trong trận chung kết Madrid Masters 2005. Sau đó, anh bị chấn thương chân khiến anh không thể tham dự giải đấu cuối năm Tennis Masters Cup.
Cả Nadal và Federer đều giành 11 danh hiệu đơn và bốn danh hiệu ATP Masters Series trong năm 2005. Nadal phá kỷ lục về số danh hiệu một tay vợt thanh thiếu niên giành được trong một năm (trước đó của Mats Wilander với 9 danh hiệu trong năm 1983). Tám danh hiệu của Nadal giành được là trên sân đất nện, và số còn lại là trên sân cứng. Nadal thắng 79 trận, xếp thứ hai sau Federer với 81 trận thắng.

## Tất cả các trận đấu đơn
| Giải đấu | Trận     | Vòng | Đối thủ                | Xếp hạng | Kết quả    | Tỷ số                             |
| Qatar Open Doha, Qatar ATP World Tour 250 Cứng, ngoài trời 3–9 tháng 1 năm 2005                                                      | 1 / 75   | V1   | Mikhail Youzhny        | 16       | Thắng      | 6–3, 7–6(7–3)                     |
| Qatar Open Doha, Qatar ATP World Tour 250 Cứng, ngoài trời 3–9 tháng 1 năm 2005                                                      | 2 / 76   | V2   | Fernando Verdasco      | 36       | Thắng      | 6–2, 6–4                          |
| Qatar Open Doha, Qatar ATP World Tour 250 Cứng, ngoài trời 3–9 tháng 1 năm 2005                                                      | 3 / 77   | TK   | Ivan Ljubičić          | 22       | Thua       | 2–6, 7–6(3–7), 3–6                |
| Heineken Open Auckland, New Zealand ATP World Tour 250 Cứng, ngoài trời 10–16 tháng 1 năm 2005                                       | 4 / 78   | V1   | Dominik Hrbatý         | 20       | Thua       | 3–6 bỏ cuộc                       |
| Giải quần vợt Úc Mở rộng Melbourne, Úc Grand Slam Cứng, ngoài trời 17–30 tháng 1 năm 2005                                            | 5 / 79   | V1   | Julien Benneteau       | 65       | Thắng      | 6–0, 6–4, 6–2                     |
| Giải quần vợt Úc Mở rộng Melbourne, Úc Grand Slam Cứng, ngoài trời 17–30 tháng 1 năm 2005                                            | 6 / 80   | V2   | Mikhail Youzhny        | 15       | Thắng      | 6–1, 4–6, 4–6, 7–5, 6–3           |
| Giải quần vợt Úc Mở rộng Melbourne, Úc Grand Slam Cứng, ngoài trời 17–30 tháng 1 năm 2005                                            | 7 / 81   | V3   | Bobby Reynolds         | 283      | Thắng      | 6–1, 6–1, 6–3                     |
| Giải quần vợt Úc Mở rộng Melbourne, Úc Grand Slam Cứng, ngoài trời 17–30 tháng 1 năm 2005                                            | 8 / 82   | V4   | Lleyton Hewitt         | 3        | Thua       | 5–7, 6–3, 6–1, 6–7(3–7), 2–6      |
| ATP Buenos Aires Buenos Aires, Argentina ATP World Tour 250 Đất nện, ngoài trời 7–13 tháng 2 năm 2005                                | 9 / 83   | V1   | Agustín Calleri        | 61       | Thắng      | 7–6(7–2), 6–3                     |
| ATP Buenos Aires Buenos Aires, Argentina ATP World Tour 250 Đất nện, ngoài trời 7–13 tháng 2 năm 2005                                | 10 / 84  | V2   | Potito Starace         | 66       | Thắng      | 6–1, 6–3                          |
| ATP Buenos Aires Buenos Aires, Argentina ATP World Tour 250 Đất nện, ngoài trời 7–13 tháng 2 năm 2005                                | 11 / 85  | TK   | Gastón Gaudio          | 8        | Thua       | 6–0, 0–6, 1–6                     |
| Brasil Open São Paulo, Brazil ATP World Tour 250 Đất nện, ngoài trời 15–20 tháng 2 năm 2005                                          | 12 / 86  | V1   | José Acasuso           | 55       | Thắng      | 7–6(7–1), 6–3                     |
| Brasil Open São Paulo, Brazil ATP World Tour 250 Đất nện, ngoài trời 15–20 tháng 2 năm 2005                                          | 13 / 87  | V2   | Álex Calatrava         | 86       | Thắng      | 6–3, 6–3                          |
| Brasil Open São Paulo, Brazil ATP World Tour 250 Đất nện, ngoài trời 15–20 tháng 2 năm 2005                                          | 14 / 88  | TK   | Agustín Calleri        | 60       | Thắng      | 6–2, 6–7(5–7), 6–4                |
| Brasil Open São Paulo, Brazil ATP World Tour 250 Đất nện, ngoài trời 15–20 tháng 2 năm 2005                                          | 15 / 89  | BK   | Ricardo Mello          | 56       | Thắng      | 2–6, 6–2, 6–4                     |
| Brasil Open São Paulo, Brazil ATP World Tour 250 Đất nện, ngoài trời 15–20 tháng 2 năm 2005                                          | 16 / 90  | VĐ   | Alberto Martín         | 61       | Thắng (1)  | 6–0, 6–7(2–7), 6–1                |
| Abierto Mexicano Telcel Acapulco, Mexico ATP World Tour 500 Đất nện, ngoài trời 21–27 tháng 2 năm 2005                               | 17 / 91  | V1   | Álex Calatrava         | 81       | Thắng      | 6–4, 6–4                          |
| Abierto Mexicano Telcel Acapulco, Mexico ATP World Tour 500 Đất nện, ngoài trời 21–27 tháng 2 năm 2005                               | 18 / 92  | V2   | Santiago Ventura       | 77       | Thắng      | 7–6, 6–2                          |
| Abierto Mexicano Telcel Acapulco, Mexico ATP World Tour 500 Đất nện, ngoài trời 21–27 tháng 2 năm 2005                               | 19 / 93  | TK   | Guillermo Cañas        | 12       | Thắng      | 7–5, 6–3                          |
| Abierto Mexicano Telcel Acapulco, Mexico ATP World Tour 500 Đất nện, ngoài trời 21–27 tháng 2 năm 2005                               | 20 / 94  | BK   | Mariano Puerta         | 74       | Thắng      | 6–4, 6–1                          |
| Abierto Mexicano Telcel Acapulco, Mexico ATP World Tour 500 Đất nện, ngoài trời 21–27 tháng 2 năm 2005                               | 21 / 95  | VĐ   | Albert Montañés        | 95       | Thắng (2)  | 6–1, 6–0                          |
| Miami Open Key Biscayne, Hoa Kỳ ATP World Tour Masters 1000 Cứng, ngoài trời 21 tháng 3 – 3 tháng 4 năm 2005                         | –        | V1   | Miễn                   | Miễn     | Miễn       | Miễn                              |
| Miami Open Key Biscayne, Hoa Kỳ ATP World Tour Masters 1000 Cứng, ngoài trời 21 tháng 3 – 3 tháng 4 năm 2005                         | 22 / 96  | V2   | Rainer Schüttler       | 39       | Thắng      | 6–4, 7–6(7–5)                     |
| Miami Open Key Biscayne, Hoa Kỳ ATP World Tour Masters 1000 Cứng, ngoài trời 21 tháng 3 – 3 tháng 4 năm 2005                         | 23 / 97  | V3   | Fernando Verdasco      | 45       | Thắng      | 6–2, 6–2                          |
| Miami Open Key Biscayne, Hoa Kỳ ATP World Tour Masters 1000 Cứng, ngoài trời 21 tháng 3 – 3 tháng 4 năm 2005                         | 24 / 98  | V4   | Ivan Ljubičić          | 14       | Thắng      | 6–4, 6–7(5–7), 6–3                |
| Miami Open Key Biscayne, Hoa Kỳ ATP World Tour Masters 1000 Cứng, ngoài trời 21 tháng 3 – 3 tháng 4 năm 2005                         | 25 / 99  | TK   | Thomas Johansson       | 27       | Thắng      | 6–2, 6–4                          |
| Miami Open Key Biscayne, Hoa Kỳ ATP World Tour Masters 1000 Cứng, ngoài trời 21 tháng 3 – 3 tháng 4 năm 2005                         | 26 / 100 | BK   | David Ferrer           | 44       | Thắng      | 6–4, 6–3                          |
| Miami Open Key Biscayne, Hoa Kỳ ATP World Tour Masters 1000 Cứng, ngoài trời 21 tháng 3 – 3 tháng 4 năm 2005                         | 27 / 101 | CK   | Roger Federer          | 1        | Thua (1)   | 6–2, 7–6(7–4), 6–7(5–7), 3–6, 1–6 |
| Open de Tenis Comunidad Valenciana Valencia, Tây Ban Nha ATP World Tour 250 Đất nện, ngoài trời 4–10 tháng 4 năm 2005                | 28 / 102 | V1   | Juan Carlos Ferrero    | 68       | Thắng      | 6–2, 6–1                          |
| Open de Tenis Comunidad Valenciana Valencia, Tây Ban Nha ATP World Tour 250 Đất nện, ngoài trời 4–10 tháng 4 năm 2005                | 29 / 103 | V2   | Guillermo García López | 80       | Thắng      | 6–1, 6–4                          |
| Open de Tenis Comunidad Valenciana Valencia, Tây Ban Nha ATP World Tour 250 Đất nện, ngoài trời 4–10 tháng 4 năm 2005                | 30 / 104 | TK   | Igor Andreev           | 47       | Thua       | 5–7, 2–6                          |
| Monte Carlo Masters Monte Carlo, Monaco ATP World Tour Masters 1000 Đất nện, ngoài trời 11–17 tháng 4 năm 2005                       | 31 / 105 | V1   | Gaël Monfils           | 106      | Thắng      | 6–3, 6–2                          |
| Monte Carlo Masters Monte Carlo, Monaco ATP World Tour Masters 1000 Đất nện, ngoài trời 11–17 tháng 4 năm 2005                       | 32 / 106 | V2   | Xavier Malisse         | 38       | Thắng      | 6–0, 6–3                          |
| Monte Carlo Masters Monte Carlo, Monaco ATP World Tour Masters 1000 Đất nện, ngoài trời 11–17 tháng 4 năm 2005                       | 33 / 107 | V3   | Olivier Rochus         | 42       | Thắng      | 6–1, 6–2                          |
| Monte Carlo Masters Monte Carlo, Monaco ATP World Tour Masters 1000 Đất nện, ngoài trời 11–17 tháng 4 năm 2005                       | 34 / 108 | TK   | Gastón Gaudio          | 6        | Thắng      | 6–3, 6–0                          |
| Monte Carlo Masters Monte Carlo, Monaco ATP World Tour Masters 1000 Đất nện, ngoài trời 11–17 tháng 4 năm 2005                       | 35 / 109 | BK   | Richard Gasquet        | 101      | Thắng      | 6–7(6–8), 6–4, 6–3                |
| Monte Carlo Masters Monte Carlo, Monaco ATP World Tour Masters 1000 Đất nện, ngoài trời 11–17 tháng 4 năm 2005                       | 36 / 110 | VĐ   | Guillermo Coria        | 9        | Thắng (3)  | 6–3, 6–1, 0–6, 7–5                |
| Torneo Godo Barcelona, Tây Ban Nha ATP World Tour 500 Đất nện, ngoài trời 18–24 tháng 4 năm 2005                                     | –        | V1   | Miễn                   | Miễn     | Miễn       | Miễn                              |
| Torneo Godo Barcelona, Tây Ban Nha ATP World Tour 500 Đất nện, ngoài trời 18–24 tháng 4 năm 2005                                     | 37 / 111 | V2   | Gilles Müller          | 64       | Thắng      | 6–0, 6–2                          |
| Torneo Godo Barcelona, Tây Ban Nha ATP World Tour 500 Đất nện, ngoài trời 18–24 tháng 4 năm 2005                                     | 38 / 112 | V3   | Dominik Hrbatý         | 25       | Thắng      | 6–1, 6–2                          |
| Torneo Godo Barcelona, Tây Ban Nha ATP World Tour 500 Đất nện, ngoài trời 18–24 tháng 4 năm 2005                                     | 39 / 113 | TK   | Agustín Calleri        | 99       | Thắng      | 6–2, 3–0 RET                      |
| Torneo Godo Barcelona, Tây Ban Nha ATP World Tour 500 Đất nện, ngoài trời 18–24 tháng 4 năm 2005                                     | 40 / 114 | BK   | Radek Štěpánek         | 22       | Thắng      | 7–5, 6–2                          |
| Torneo Godo Barcelona, Tây Ban Nha ATP World Tour 500 Đất nện, ngoài trời 18–24 tháng 4 năm 2005                                     | 41 / 115 | VĐ   | Juan Carlos Ferrero    | 58       | Thắng (4)  | 6–1, 7–6(7–4), 6–3                |
| Internazionali BNL d'Italia Rome, Ý ATP World Tour Masters 1000 Đất nện, ngoài trời 2–8 tháng 5 năm 2005                             | 42 / 116 | V1   | Mikhail Youzhny        | 26       | Thắng      | 6–0, 6–2                          |
| Internazionali BNL d'Italia Rome, Ý ATP World Tour Masters 1000 Đất nện, ngoài trời 2–8 tháng 5 năm 2005                             | 43 / 117 | V2   | Victor Hănescu         | 85       | Thắng      | 6–1, 6–1                          |
| Internazionali BNL d'Italia Rome, Ý ATP World Tour Masters 1000 Đất nện, ngoài trời 2–8 tháng 5 năm 2005                             | 44 / 118 | V3   | Guillermo Cañas        | 13       | Thắng      | 6–3, 6–1                          |
| Internazionali BNL d'Italia Rome, Ý ATP World Tour Masters 1000 Đất nện, ngoài trời 2–8 tháng 5 năm 2005                             | 45 / 119 | TK   | Radek Štěpánek         | 17       | Thắng      | 5–7, 6–1, 6–1                     |
| Internazionali BNL d'Italia Rome, Ý ATP World Tour Masters 1000 Đất nện, ngoài trời 2–8 tháng 5 năm 2005                             | 46 / 120 | BK   | David Ferrer           | 25       | Thắng      | 4–6, 6–4, 7–5                     |
| Internazionali BNL d'Italia Rome, Ý ATP World Tour Masters 1000 Đất nện, ngoài trời 2–8 tháng 5 năm 2005                             | 47 / 121 | VĐ   | Guillermo Coria        | 11       | Thắng (5)  | 6–4, 3–6, 6–3, 4–6, 7–6(8–6)      |
| Giải quần vợt Pháp Mở rộng Paris, Pháp Grand Slam Đất nện, ngoài trời 23 tháng 5 – 5 tháng 6 năm 2005                                | 48 / 122 | V1   | Lars Burgsmüller       | 96       | Thắng      | 6–1, 7–6(7–4), 6–1                |
| Giải quần vợt Pháp Mở rộng Paris, Pháp Grand Slam Đất nện, ngoài trời 23 tháng 5 – 5 tháng 6 năm 2005                                | 49 / 123 | V2   | Xavier Malisse         | 46       | Thắng      | 6–2, 6–2, 6–4                     |
| Giải quần vợt Pháp Mở rộng Paris, Pháp Grand Slam Đất nện, ngoài trời 23 tháng 5 – 5 tháng 6 năm 2005                                | 50 / 124 | V3   | Richard Gasquet        | 31       | Thắng      | 6–4, 6–3, 6–2                     |
| Giải quần vợt Pháp Mở rộng Paris, Pháp Grand Slam Đất nện, ngoài trời 23 tháng 5 – 5 tháng 6 năm 2005                                | 51 / 125 | V4   | Sébastien Grosjean     | 24       | Thắng      | 6–4, 3–6, 6–0, 6–3                |
| Giải quần vợt Pháp Mở rộng Paris, Pháp Grand Slam Đất nện, ngoài trời 23 tháng 5 – 5 tháng 6 năm 2005                                | 52 / 126 | TK   | David Ferrer           | 21       | Thắng      | 7–5, 6–2, 6–0                     |
| Giải quần vợt Pháp Mở rộng Paris, Pháp Grand Slam Đất nện, ngoài trời 23 tháng 5 – 5 tháng 6 năm 2005                                | 53 / 127 | BK   | Roger Federer          | 1        | Thắng      | 6–3, 4–6, 6–4, 6–3                |
| Giải quần vợt Pháp Mở rộng Paris, Pháp Grand Slam Đất nện, ngoài trời 23 tháng 5 – 5 tháng 6 năm 2005                                | 54 / 128 | VĐ   | Mariano Puerta         | 37       | Thắng (6)  | 6–7(6–8), 6–3, 6–1, 7–5           |
| Gerry Weber Open Halle, Đức ATP World Tour 250 Cỏ, ngoài trời 6–12 tháng 6 năm 2005                                                  | 55 / 129 | V1   | Alexander Waske        | 147      | Thua       | 6–4, 5–7, 3–6                     |
| Giải quần vợt Wimbledon Wimbledon, Vương quốc Liên hiệp Anh và Bắc Ireland Grand Slam Cỏ, ngoài trời 20 tháng 6 – 3 tháng 7 năm 2005 | 56 / 130 | V1   | Vincent Spadea         | 39       | Thắng      | 6–4, 6–3, 6–2                     |
| Giải quần vợt Wimbledon Wimbledon, Vương quốc Liên hiệp Anh và Bắc Ireland Grand Slam Cỏ, ngoài trời 20 tháng 6 – 3 tháng 7 năm 2005 | 57 / 131 | V2   | Gilles Müller          | 69       | Thua       | 4–6, 6–4, 3–6, 4–6                |
| Swedish Open Båstad, Thụy Điển ATP World Tour 250 Đất nện, ngoài trời 4–7 tháng 7 năm 2005                                           | 58 / 132 | V1   | Juan Mónaco            | 66       | Thắng      | 6–1, 6–1                          |
| Swedish Open Båstad, Thụy Điển ATP World Tour 250 Đất nện, ngoài trời 4–7 tháng 7 năm 2005                                           | 59 / 133 | V2   | Alberto Martín         | 50       | Thắng      | 6–2, 6–4                          |
| Swedish Open Båstad, Thụy Điển ATP World Tour 250 Đất nện, ngoài trời 4–7 tháng 7 năm 2005                                           | 60 / 134 | TK   | Juan Carlos Ferrero    | 31       | Thắng      | 6–3, 6–3                          |
| Swedish Open Båstad, Thụy Điển ATP World Tour 250 Đất nện, ngoài trời 4–7 tháng 7 năm 2005                                           | 61 / 135 | BK   | Tommy Robredo          | 20       | Thắng      | 6–3, 6–3                          |
| Swedish Open Båstad, Thụy Điển ATP World Tour 250 Đất nện, ngoài trời 4–7 tháng 7 năm 2005                                           | 62 / 136 | VĐ   | Tomáš Berdych          | 20       | Thắng (7)  | 2–6, 6–2, 6–4                     |
| Stuttgart Open Stuttgart, Đức ATP World Tour 500 Đất nện, ngoài trời 18–24 tháng 7 năm 2005                                          | –        | V1   | Miễn                   | Miễn     | Miễn       | Miễn                              |
| Stuttgart Open Stuttgart, Đức ATP World Tour 500 Đất nện, ngoài trời 18–24 tháng 7 năm 2005                                          | 63 / 137 | V2   | Hugo Armando           | 167      | Thắng      | 6–1, 6–2                          |
| Stuttgart Open Stuttgart, Đức ATP World Tour 500 Đất nện, ngoài trời 18–24 tháng 7 năm 2005                                          | 64 / 138 | V3   | Fernando Verdasco      | 58       | Thắng      | 6–3, 6–2                          |
| Stuttgart Open Stuttgart, Đức ATP World Tour 500 Đất nện, ngoài trời 18–24 tháng 7 năm 2005                                          | 65 / 139 | TK   | Tomáš Zíb              | 57       | Thắng      | 4–6, 6–4, 6–3                     |
| Stuttgart Open Stuttgart, Đức ATP World Tour 500 Đất nện, ngoài trời 18–24 tháng 7 năm 2005                                          | 66 / 140 | BK   | Jarkko Nieminen        | 66       | Thắng      | 6–2, 7–5                          |
| Stuttgart Open Stuttgart, Đức ATP World Tour 500 Đất nện, ngoài trời 18–24 tháng 7 năm 2005                                          | 67 / 141 | VĐ   | Gastón Gaudio          | 13       | Thắng (8)  | 6–3, 6–3, 6–4                     |
| Rogers Cup Montreal, Canada ATP World Tour Masters 1000 Cứng, ngoài trời 8–14 tháng 8 năm 2005                                       | 68 / 142 | V1   | Carlos Moyá            | 32       | Thắng      | 6–3, 6–7, 6–3                     |
| Rogers Cup Montreal, Canada ATP World Tour Masters 1000 Cứng, ngoài trời 8–14 tháng 8 năm 2005                                       | 69 / 143 | V2   | Ricardo Mello          | 56       | Thắng      | 6–1, 6–2                          |
| Rogers Cup Montreal, Canada ATP World Tour Masters 1000 Cứng, ngoài trời 8–14 tháng 8 năm 2005                                       | 70 / 144 | V3   | Sébastien Grosjean     | 34       | Thắng      | 6–4, 6–4                          |
| Rogers Cup Montreal, Canada ATP World Tour Masters 1000 Cứng, ngoài trời 8–14 tháng 8 năm 2005                                       | 71 / 145 | TK   | Mariano Puerta         | 11       | Thắng      | 6–3, 6–1                          |
| Rogers Cup Montreal, Canada ATP World Tour Masters 1000 Cứng, ngoài trời 8–14 tháng 8 năm 2005                                       | 72 / 146 | BK   | Paul-Henri Mathieu     | 63       | Thắng      | 6–4, 7–5                          |
| Rogers Cup Montreal, Canada ATP World Tour Masters 1000 Cứng, ngoài trời 8–14 tháng 8 năm 2005                                       | 73 / 147 | VĐ   | Andre Agassi           | 7        | Thắng (9)  | 6–3, 4–6, 6–2                     |
| Cincinnati Masters Ohio, Hoa Kỳ ATP World Tour Masters 1000 Cứng, ngoài trời 15–21 tháng 8 năm 2005                                  | 74 / 148 | V1   | Tomáš Berdych          | 36       | Thua       | 7–6(7–4), 2–6, 6–7(3–7)           |
| Giải quần vợt Mỹ Mở rộng Thành phố New York, Hoa Kỳ Grand Slam Cứng, ngoài trời 29 tháng 8 – 11 tháng 9 năm 2005                     | 75 / 149 | V1   | Bobby Reynolds         | 132      | Thắng      | 6–3, 6–3, 6–4                     |
| Giải quần vợt Mỹ Mở rộng Thành phố New York, Hoa Kỳ Grand Slam Cứng, ngoài trời 29 tháng 8 – 11 tháng 9 năm 2005                     | 76 / 150 | V2   | Scoville Jenkins       | 352      | Thắng      | 6–4, 7–5, 6–4                     |
| Giải quần vợt Mỹ Mở rộng Thành phố New York, Hoa Kỳ Grand Slam Cứng, ngoài trời 29 tháng 8 – 11 tháng 9 năm 2005                     | 77 / 151 | V3   | James Blake            | 49       | Thua       | 4–6, 6–4, 3–6, 1–6                |
| China Open Bắc Kinh, Trung Quốc ATP World Tour 250 Cứng, ngoài trời 12–18 tháng 9 năm 2005                                           | 78 / 152 | V1   | Jimmy Wang             | 100      | Thắng      | 6–2, 6–4                          |
| China Open Bắc Kinh, Trung Quốc ATP World Tour 250 Cứng, ngoài trời 12–18 tháng 9 năm 2005                                           | 79 / 153 | V2   | Justin Gimelstob       | 95       | Thắng      | 5–7, 6–4, 6–4                     |
| China Open Bắc Kinh, Trung Quốc ATP World Tour 250 Cứng, ngoài trời 12–18 tháng 9 năm 2005                                           | 80 / 154 | TK   | Peter Wessels          | 115      | Thắng      | 7–6(7–3), 6–2                     |
| China Open Bắc Kinh, Trung Quốc ATP World Tour 250 Cứng, ngoài trời 12–18 tháng 9 năm 2005                                           | 81 / 155 | BK   | Juan Carlos Ferrero    | 23       | Thắng      | 6–4, 6–4                          |
| China Open Bắc Kinh, Trung Quốc ATP World Tour 250 Cứng, ngoài trời 12–18 tháng 9 năm 2005                                           | 82 / 156 | VĐ   | Guillermo Coria        | 8        | Thắng (10) | 5–7, 6–1, 6–2                     |
| Davis Cup, Vòng play-off Nhóm Thế giới: Ý vs. Tây Ban Nha Ý Davis Cup Đất nện, ngoài trời 19–25 tháng 9 năm 2005                     | 83 / 157 | PO   | Daniele Bracciali      | 69       | Thắng      | 6–3, 6–2, 6–1                     |
| Davis Cup, Vòng play-off Nhóm Thế giới: Ý vs. Tây Ban Nha Ý Davis Cup Đất nện, ngoài trời 19–25 tháng 9 năm 2005                     | 84 / 158 | PO   | Andreas Seppi          | 78       | Thắng      | 6–1, 6–2, 5–7, 6–4                |
| Madrid Open Madrid, Tây Ban Nha ATP World Tour Masters 1000 Cứng, trong nhà 17–23 tháng 10 năm 2005                                  | –        | V1   | Miễn                   | Miễn     | Miễn       | Miễn                              |
| Madrid Open Madrid, Tây Ban Nha ATP World Tour Masters 1000 Cứng, trong nhà 17–23 tháng 10 năm 2005                                  | 85 / 159 | V2   | Victor Hănescu         | 42       | Thắng      | 7–6(7–5), 6–3                     |
| Madrid Open Madrid, Tây Ban Nha ATP World Tour Masters 1000 Cứng, trong nhà 17–23 tháng 10 năm 2005                                  | 86 / 160 | V3   | Tommy Robredo          | 17       | Thắng      | 6–2, 6–4                          |
| Madrid Open Madrid, Tây Ban Nha ATP World Tour Masters 1000 Cứng, trong nhà 17–23 tháng 10 năm 2005                                  | 87 / 161 | TK   | Radek Štěpánek         | 14       | Thắng      | 7–6(11–9), 6–4                    |
| Madrid Open Madrid, Tây Ban Nha ATP World Tour Masters 1000 Cứng, trong nhà 17–23 tháng 10 năm 2005                                  | 88 / 162 | BK   | Robby Ginepri          | 21       | Thắng      | 7–5, 7–6(7–1)                     |
| Madrid Open Madrid, Tây Ban Nha ATP World Tour Masters 1000 Cứng, trong nhà 17–23 tháng 10 năm 2005                                  | 89 / 163 | VĐ   | Ivan Ljubičić          | 7        | Thắng (11) | 3–6, 2–6, 6–3, 6–4, 7–6(7–3)      |